# Elfriede Baarn-Dijksteel
Elfriede Josefiene Maria Baarn-Dijksteel (Paramaribo, 19 augustus 1947 - aldaar, 1 februari 2010), ook bekend als Kulturu Mama en Jenge, was een schrijfster van gedichten, theaterstukken, organisator van kotoshows en regisseur. Ze is een decennialang actief geweest in het Surinaamse onderwijs, vervulde bestuursfuncties in verschillende maatschappelijke organisaties en beleidsfuncties bij de Surinaamse Overheid.

## Biografie
op 19 augustus 1947 heerste er een sfeer van opluchting en vreugde aan de Drambrandersgracht 40 toen het bericht binnenkwam, dat Iréne Louise Oswaldina Dijksteel haar eerste kind ter wereld had gebracht, dat was ik: Elfriede Josefiene Marie Dijksteel. Frimangron was een bewoner rijker. De laatste twee voornamen waren een erfenis van de zusters van mijn vader, Hendrik Naarden. Ik was de eerste dochter van hun lievelingsbroer, dus zou en moest ik ook hun naam in ere houden.
Door familie en vrienden uit haar vroege jeugd, wordt ze vooral omschreven als een stil en teruggetrokken meisje. Dit staat in schril contrast tot de spraakzame jonge vrouw die in 1965 toetrad tot de Kweekschool en daar voor het eerst haar schrijverstalent etaleerde.
In 1969 werd ze leerkracht bij de Rooms Katholiek Bijzonder Onderwijs (RKBO). Op 22-jarige leeftijd trad ze toe tot de organisatie NAKS, een dan nog jonge maatschappelijke organisatie die sport en podiumkunsten als middel gebruikte om vormingswerk onder jongeren te bevorderen. Tien jaar later werd ze lid van Loge Unity no. 18. Binnen de driehoek van deze drie instituten: het onderwijs, NAKS en Loge Unity no. 18. is haar karakter gevormd en had een steeds prominentere voortrekkersrol.
In de laatste jaren van haar carrière werd ze uitgeleend aan het Directoraat Cultuur om binnen verschillende maatschappelijke organisaties bestuursfuncties te vervullen.

## Opleidingen
Na het behalen van haar onderwijzersakte vertrok ze naar Nederland. Daar studeerde zij in 1972-1973 volkshogeschool- en vormingswerk aan de Volkshogeschool Arendsoog te Allard. In dezelfde periode haalde zij de basisopleiding voor jeugdspelleiders in Vierhouten. Bij haar terugkeer in Suriname behaalde zij de hoofdonderwijzersakte met de specialisaties handelswetenschappen en biologie. Tussen 1990 en 2005 volgde ze meerdere trainingen in theater- en vormingswerk in zowel binnen- als buitenland.

## Besturen
NAKS
Van 1991 tot 1993 was ze directeur en vormingsmedewerker van de Volkshogeschool NAKS te Lelydorp. Ze ontwikkelde programma’s voor diverse onderwijsniveaus en organisaties. In 1995 werd zij voorzitter van de organisatie NAKS. Onder haar leiding ontwikkelde de organisatie zich van een noodlijdend stuurloos instituut tot een van de grootste sociaal-culturele organisaties in Suriname, gericht op behoud.
Loge Unity no. 18
Binnen Loge Unity no. 18 was ze secretaris en Worshipfull Matron. Zij is tevens initiatiefnemer en oud-voorzitter van de Stichting Centrum Caritas No. 18. Zij heeft ervoor gezorgd dat de stichting over een eigendomsperceel beschikte waarop een kinderdagverblijf werd gevestigd.
Overig bestuur en beleid
Haar overige ervaringen waren voornamelijk op het gebied van cultuur en management van evenementen. Zij is lid geweest van de stuurgroep voor het organiseren van het Schoolkoren Festival voor de Basisscholen en ook was zij als vertegenwoordiger van de sectie cultuur lid van de Accrediteringsraad van de Overheid. Na haar pensionering in 2007 werd zij aangesteld  als beleidsmedewerker bij het Directoraat Cultuur. Vanaf die periode is zij ook coördinator van het evenementenbureau van het Directoraat Cultuur en in 2008 ondervoorzitter van de Nationale Commissie Carifesta geweest.
Vanaf 1996 tot haar overlijden is Baarn-Dijksteel verbonden geweest aan de Stichting Nationale Vrouwen Beweging. Haar voornaamste taak was begeleider van vrouwen uit achterstandsgebieden met als doel het bevorderen van deelname aan het sociaal-economische proces in hun woongebied.
Vanaf 2000 was ze trajectbegeleider van vrouwen in niet-traditionele (technische) beroepen.

### Van acteur naar theatermaker
Zowel nationaal als internationaal verscheen zij vanaf 1969 in tal van theaterstukken – geschreven door regisseur en schrijver Eugène Drenthe – in folkloristische shows in Nederland en België onder leiding van Charles Aerts, het stuk Abeni opgevoerd in Venezuela en Curaçao onder leiding van NAKS en Sticusa. Verder zijn bekend haar optreden in Folklore of Suriname van NAKS in Frankrijk en Nederland, Dasi fu wi rutu en Bigi Dorsi van NAKS in  Nederland.
Naast het actieve toneelwerk ontwikkelde zij zich ook tot schrijver en regisseur. Tussen 1980 en 2003 schreef en regisseerde zij diverse voorlichtings- en folkloristische sketches binnen NAKS en een aantal afleveringen van de tv-serie S.A.P. (een overheidsprogramma ter introductie van et Structureel Aanpassingsprogramma). In samenwerking met Kay Mastenbroek bewerkte zij het script De zoete regen voor polderfilms in Almere. Ze organiseerde tal van kotoshows en schreef odo’s, die in binnen- en buitenland werden gepresenteerd. Ze was oprichter van Wi Afi, een groep die zich met de traditionele koto bezighoudt.
Hoewel ze al op de Kweekschool spreuken en korte gedichten op papier zette, voltrok haar dichtersleven  zich voornamelijk achter de schermen. Pas in de laatste decennia van haar leven trad het dichten vaker op de voorgrond. Haar gedichten geven vooral thema’s weer die in haar carrière en sociale leven de boventoon voerde: cultuur, natuur en zelfredzaamheid, weerbaarheid, zelfvertrouwen, nationalisme en identiteit. Echter, het zijn ook vaak vormen van communicatie die een intieme blik werpen op haar meeste kwetsbare en dromerige momenten. Zo komt haar overgangsperiode van directeur van de Volkshogeschool NAKS naar het voorzitterschap van NAKS kenmerkend naar voren; eerst vervat in noodkreten om vervolgens over te gaan in mijmeringen over nieuwe dromen. Na 2000 is duidelijk stormvloed merkbaar aan bewustwordingsgedichten, vaak geschreven rondom gedenkwaardige momenten zoals 1 juli.

## Huwelijk en gezin
Elfriede was getrouwd met regisseur en theatermaker Wilgo Baarn, die zij op jonge leeftijd bij NAKS leerde kennen. Samen hebben zij twee kinderen en een pleegdochter.

## Decoraties en erkenning
Op voordracht van diverse culturele en maatschappelijke groepen werd Baarn-Dijksteel in 1996 door de President van de Replubiek Suriname gedecoreerd tot Ridder in de Ere-Orde van de Palm. In 2007 verkreeg zij de titel Grootmeester in de Ere-Orde van de Gele Ster.

## Overlijden
Baarn-Dijksteel overleed op 1 februari 2010 in haar ouderlijk huis aan de Drambrandersgracht. Ze werd 62 jaar. Maanden daarvoor was ze al ernstig ziek. Haar innige wens was dat haar gedachtegoed bleef voortleven en dat haar eerste gedichtenbundel werd uitgebracht. Hieraan werd vorm gegeven toen haar werken postuum in de gedichtenbundel Son ten na mi en de gelijknamige DVD uitgebracht.
Mijn taak is hier volbracht. God wil me bij Zich hebben. Met deze woorden nam Elfriede Baarn-Dijksteel bewust afscheid van haar geliefden.
Elfriede zette haar eigen begrafenis in elkaar. Een heuse processie bracht haar ten grave.

## Nagedachtenis
Op 1 juli 2012 heeft haar familie tijdens de traditionele Keti Koti Tak' tangi van NAKS in het Fort Zeelandia, een hoofddoek en een schouderdoek gelanceerd die vorig jaar speciaal in nagedachtenis aan Baarn-Dijksteel ontworpen zijn. De 'Mis' Elfriede'-hoofddoek en de 'Nengre Oso Bangi'-schouderdoek, die een mamio-patroon hebben, werden toen bij de onthulling van haar grafmonument als persoonlijk aandenken geschonken aan naaste familieleden. De hoofddoek zowel als de schouderdoek voor de familieleden werd gemaakt van lapjes uit de persoonlijke voorraad van Elfriede Baarn. Maridy Wiegel die altijd kind aan huis is geweest bij de familie Baarn, stikte de mamio's met veel zorg in elkaar.
In 2018 werd een maand aan haar besteed op de Iconenkalender van NAKS.

## Activiteiten
Baarn-Dijksteel heeft een grote bijdrage geleverd aan het ontwikkelen en het behoud van de Surinaamse cultuur en cultuurbeleving, meer specifiek van de Afrikaanse-Surinaamse cultuur. Een selectie van haar activiteiten 1983 tot 2010.
- Voortrekker van de Sranan Prodo Spikri modeshow voor jonge modeontwerpers die traditionele Surinaamse klederdrachten als inspiratiebron gebruiken;
- Medeoprichter van de sociaal culturele vereniging Mit’ Makandra in 1992, Amsterdam, Nederland;
- Het verzorgen van trainingen en workshops voor leden van de sociaal culturele organisatie Wi Na Wan in 1992;
- Cultureel vormingsweekend in de Volkshogeschool te Rockanje aan Surinamers uit Den Haag in 1992, Thema Wie ben ik, waar is mijn plaats?, Hellevoetsluis, Nederland;
- Oprichter van de Kotogroep Wi Afi in 1993 die streeft naar het behoud van traditionele kleding o.a. door het organiseren van modeshows.
- Het organiseren van cursussen in culturele vaardigheden zoals: angisa- bindkunst, draperie, decoratie, bloemschikkunst;
- Mede-initiatiefnemer van het Du Mama contest in 1997 waarbij vrouwen worden bekroond die op maatschappelijk gebied van grote betekenis zijn geweest voor hun eigen woon- en leefomgeving;
- Schrijver en regisseur van het kindertheaterstuk Bigi Brasa als onderdeel van een jeugdtheateruitwisselingsproject tussen NAKS Krioro Pikin en Rotterdamse kinderen uit de Maasstad.
- Initiatiefnemer van de oprichting van de eerste Afrikaanse-Surinaamse muziekschool Mi Agida in 1997;
- Initiatiefnemer van de jaarlijkse Taki Tangi dankdienst op 1 juli in Fort Zeelandia;
- Initiatiefnemer van de eerste Afrikaanse-Surinaamse theaterschool i.o. in 1998 in NAKS;
- Organisator van cursussen en presentatie van de Fa yu kan tak' mi no moi-kotoshow, op verzoek van Jerome Best en de Suriname American Federation in 1998, New York, Verenigde Staten;
- Schrijver en regisseur van Pur' A Blaka, rouwverwerking, in het kader van de SLM-ramp, op uitnodiging van de Stichting Odeon in Rotterdam, Nederland (2000);
- Mede coördinator van het achtste Caraïbische Kunst- en cultuur Festival, Carifesta 8 in 2003;
- Hoofdcoördinator Sranan Prodowaka in het kader van 30 jaar staatkundige onafhankelijkheid van de Republiek Suriname in 2005;
- Medecoördinator en delegatieleider van het project Millennium doelen Jongeren, een uitwisselingsprogramma tussen Rotterdam en Paramaribo in 2006;
- Medeoprichter van de Afrikan-Sranan Wroko Makandra in 2008;
- Haar laatste bijdrage is geweest met het opzetten van een tentoonstelling Opo Yu Ati van het Rooms Katholiek Bisdom Paramaribo in verband met zijn 50-jarig bestaan;
- Zowel nationaal als internationaal (o.a. Europa, Caraïbisch gebied, Verenigde Staten, Ghana) inleidingen en lezingen verzorgd op conferenties over Suriname, theater en cultuur.[5]